# Андреевка (Золочевский район)
Андреевка (укр. Андріївка, до 1946 года — Ферлеевка, в 2016-2021 годах — Мармузовичи укр. Мармузовичі) — село в Красненской поселковой общине Золочевского района Львовской области Украины.
Население по данным инвестиционного паспорта составляет 1379 человек. Население по переписи 2001 года составляло 1457 человек. Занимает площадь 4,045 км². Почтовый индекс — 80563. Телефонный код — 3264.

## История
В 1946 г. Указом ПВС УССР село Ферлеевка переименовано в Андреевку.
С 2016 по 2021 годы носило название Мармузовичи (укр. Мармузовичі).
До 19 июля 2020 года входило в состав Бусского района Львовской области.